# Локербі (телесеріал, 2025)
Локербі: У пошуках правди (англ. Lockerbie: A Search For Truth)  — британський драматичний мінісеріал режисерів Отто Батерста та Джима Лоуча, заснований на книзі 2021 року «Бомбування Локербі: Батьківський пошук справедливості» (англ. The Lockerbie Bombing: A Father's Search for Justice) авторства Джима Свайра та Пітера Біддульфа. Головну роль виконує Колін Ферт, який грає Свайра — батька, що шукає справедливості після загибелі своєї доньки Флори на борту рейсу 103 Pan Am. Прем'єра серіалу відбулася 2 січня 2025 року на каналі Sky Atlantic та стрімінговому сервісі Now у Великій Британії та Ірландії, а також на платформі Peacock у США.

## Сюжет
У грудні 1988 року трансатлантичний рейс 103 авіакомпанії Pan Am, що прямував з Лондона до Нью-Йорка, було підірвано бомбою через 38 хвилин після зльоту під час польоту над шотландським містом Локербі. Внаслідок теракту загинули всі 243 пасажири та 16 членів екіпажу. Уламки літака впали на житловий район, що призвело до загибелі ще 11 людей. Ця трагедія увійшла в історію як найбільший теракт в історії Нової Англії. Серіал розповідає правдиву історію Джима Свайра (Ферт) та його дружини Джейн у їхньому прагненні домогтися справедливості для жертв трагедії, серед яких була і їхня донька Флора.

## У ролях
Колін Ферт — Джим Свайр
Кетрін Маккормак — Джейн Свайр
Сем Трофтон — Мюррей Гатрі
Марк Боннар — Родерік Макгілл
Ардалан Есмаїлі — Абдельбасет аль-Меграхі
Мудар Аббара — Аль-Амін Халіфа Фхіма
Гай Генрі — Пол Ченнон
Набіль Аль Раї — полковник Каддафі
Джемма Карлтон — Кеті Свайр
Гаррі Реддінг — Вільям Свайр
Розанна Адамс — Флора Свайр

## Виробництво
Серіал є спільним проєктом Sky Studios, Peacock та Carnival Films. Про розробку серіалу вперше повідомили у лютому 2022 року.
Виконавчими продюсерами виступили Гарет Нім та Найджел Мерчант від Carnival Films, Сем Хойл від Sky Studios, а також Девід Харроуер, Ліз Трубридж, Джим Шерідан, Кірстен Шерідан та Оскар Слінгерланд. Мар'ям Хаміді є асоційованим продюсером, а Браян Качинські — продюсером. Серіал базується на книзі доктора Джима Свайра та Пітера Біддульфа «Бомбування Локербі: Батьківський пошук справедливості». Адаптацією книги займався Девід Харроуер.
У січні 2024 року було оголошено про затвердження Коліна Ферта на роль доктора Джима Свайра. Зйомки проходили в Шотландії у лютому 2024 року, в районі Фраєрс-Брей міста Лінлітгоу.

## Реліз
П'ятисерійний мінісеріал вийшов в ефір 2 січня 2025 року. Трансляція здійснюється на телеканалі Sky Television та стрімінговому сервісі Now TV у Великій Британії та Ірландії, а також на платформі Peacock у США.

## Сприйняття
На сайті-агрегаторі рецензій Rotten Tomatoes серіал має рейтинг 71 % на основі семи рецензій із середньою оцінкою 7,3/10. У позитивній рецензії Нік Кертіс з London Standard написав: «Це надзвичайно порядна, навіть почесна спроба нагадати нам, чим була трагедія Локербі і чому важливо, що вона залишається нерозкритою». Натомість Елісон Роват з The Herald зазначила: «Залишаючи багато питань без відповіді, творці, можливо, сподівалися відновити інтерес до справи. Проте може статися протилежне. Глядачі, приголомшені складністю справи, викладеної тут, можуть дійти висновку, що повна правда ніколи не розкриється».